# Grimmia somervellii
Grimmia somervellii är en bladmossart som beskrevs av Hugh Neville Dixon 1925. Grimmia somervellii ingår i släktet grimmior, och familjen Grimmiaceae. Inga underarter finns listade i Catalogue of Life.